# Aitoliska kriget
Aitoliska kriget (191 f.Kr. - 189 f.Kr.) utkämpades mellan romarna och deras achaiska och makedonska allierade och aitoliska förbundet och deras allierade, kungariket Athamania. Aitolien hade bjudit in Antiokus den store till Grekland, som efter hans nederlag mot romarna, hade återvänt till Asien. Detta lämnade Aitolien och Athamania utan allierade. Med Antiochus utanför Europa angrep romarna och deras allierade Aitolien. Efter ett år av strider besegrades Aitolien och tvingas betala 1000 talenter silver till romarna.